# Kolonjë
Kolonjë là một xã trong quận Lushnjë thuộc hạt Fier, Albania. Dân số năm 2005 là 7156 người.